# Upon This Dawning
Upon This Dawning (abreviado comúnmente como UTD) fue una banda italiana de metalcore procedente de Brescia, Italia. La banda fue fundada en 2007 como una banda de cinco piezas , se hicieron conocidos mundialmente en el año 2012 cuando la banda firmó con Fearless Records y lanzó su álbum debut "To Keep Us Safe" , después la banda firmó con Artery Recordings en 2014 y lanzó su segundo álbum "We Are All Sinners en 2014.

## Historia

### Inicios (2007-2010)
En 2007 la banda se formó originalmente por un grupo de amigos Matteo Bertizzolo (Voz), Nicola Giachellich (Guitarra líder), Matteo Botticini (Guitarra rítmica), Gianluca Molinari (Bajo) y Luca Orio ( Batería), en ese mismo año sacaron un EP titulado "Count The Seconds Before Your Last Breath" más tarde en 2009 Upon This Dawning grabó un nuevo álbum llamado On Your Glory We Build Our Empire a través de la compañía disquera Slakeless Heart Records.

### Firma con Fearless Records y To Keep Us Safe (2011-2013)
En el año 2011 entraron nuevos miembros Matteo Leone (Bajo) este sustituyó a Molinari que pasó a ser el vocalista principal de la banda, también entró Carlo Todeschini (Guitarra) y Andrea Moserle (Teclados y segundo vocalista) con esta formación estuvieron grabando nuevo material para la banda al siguiente año la banda firmó con Fearless y comenzaron a grabar nuevo material, este álbum contendría el sencillo "Of Human Action" y un nuevo single "A New Beginning" con Chris Motionless de invitado en la canción el álbum fue lanzado el 22 de octubre de 2012, en el siguiente año en el 12 de julio Molinari abandono la banda, la banda dejó un mensaje sobre esto dando a conocer el nuevo vocalista:
"Queríamos hacerle saber que nuestro hermano Giani no es más en Upon This Dawning. Él tuvo que abandonar por razones personales y no hay resentimientos. Realmente le deseamos todo lo mejor de las suertes en su futuro!
También estamos muy contentos de dar la bienvenida a nuestro nuevo cantante Dani que lo conocerán en el próximo tour este 16."
Más tarde el 10 de diciembre Luca Orio anuncia que abandona la banda, ese mismo día la banda da a conocer un nuevo baterista oficialmente Gabriele Magrini.

### We Are All Sinners, Entrada a Artery Recordings (2014-presente)
En inicios de 2014 la banda anuncia su despedida de Fearless Records, también avisaron que habrá un nuevo álbum titulado We Are All Sinners que sería lanzado en abril de ese año, el 2 de febrero la banda anuncia que firmó con Artery Recordings y ese mismo día Carlo abandona la banda; no se sabe cuáles fueron las razones, más tarde la banda se hizo de 5 piezas, la banda hizo dos sencillos los cuales fueron lanzados por marzo llamado "Obey" y "Anima" en abril Andrea Moserle renuncia no se sabe el motivo pero deja de tocar con la banda ahora de cuatro miembros, más tarde el 29 de abril el álbum "We Are All Sinners" sale a la venta, más tarde se anuncia que participaran el "All Stars Tour" con I See Stars, cuando el tour comenzó obtuvieron a un nuevo baterista Chris Deets, el 15 de noviembre se informó que la banda tocara en un tour con Betraying The Martyrs.

## Miembros
| - Daniele Nelli - Voz (2013-presente) - Matteo Botticini - Guitarra rítmica, voz clara (2007-presente) - Matteo Leone – Bajo (2011-presente) - Giovanni Cilio - Batería (2015-2018) | - Matteo Bertizzolo - Voz (2007-2010) - Gianluca Molinari - Voz (2011-2013), bajo, coros (2007-2011) - Carlo Todeschini - Guitarra líder (2011-2014)) - Nicola Giachellich - Guitarra líder, coros (2007-2011) - Gabriele Magrini - Batería (2013-2014) - Luca Orio - Batería (2007-2013) - Chris Deets - Batería (2014-2015) - Andrea Moserle - Teclados, programación, coros (2011-2014 |

## Álbumes de estudio
| 2009                                                     | On Your Glory We Build Our Empire - Lanzado: 20 de agosto de 2009 - Discográfica: Slakeless Heart Records - Formato: CD, descarga digital | —   | —    | — |
| 2012                                                     | To Keep Us Safe - Lanzado: 22 de octubre de 2012 - Discográfica: Fearless Records - Formato: CD, descarga digital                         | 130 | 24 ← | 1 |
| 2014                                                     | We Are All Sinners - Lanzamiento: 29 de abril de 2014 - Discográfica: Artery Recordings - Formato: CD, descarga digital                   | 16  | 3    | — |
| "—" representa un lanzamiento que no figuró en la lista. | |     |      |   |

## Videografía
| Título             | Año  | Director     |
| ------------------ | ---- | ------------ |
| "Of Human Action"  | 2011 | Enrico Tomei |
| "A New Beginning"  | 2012 | /            |
| "Embrace The Evil" | 2014 | Jeremy Tremp |